# Nicolas Maure

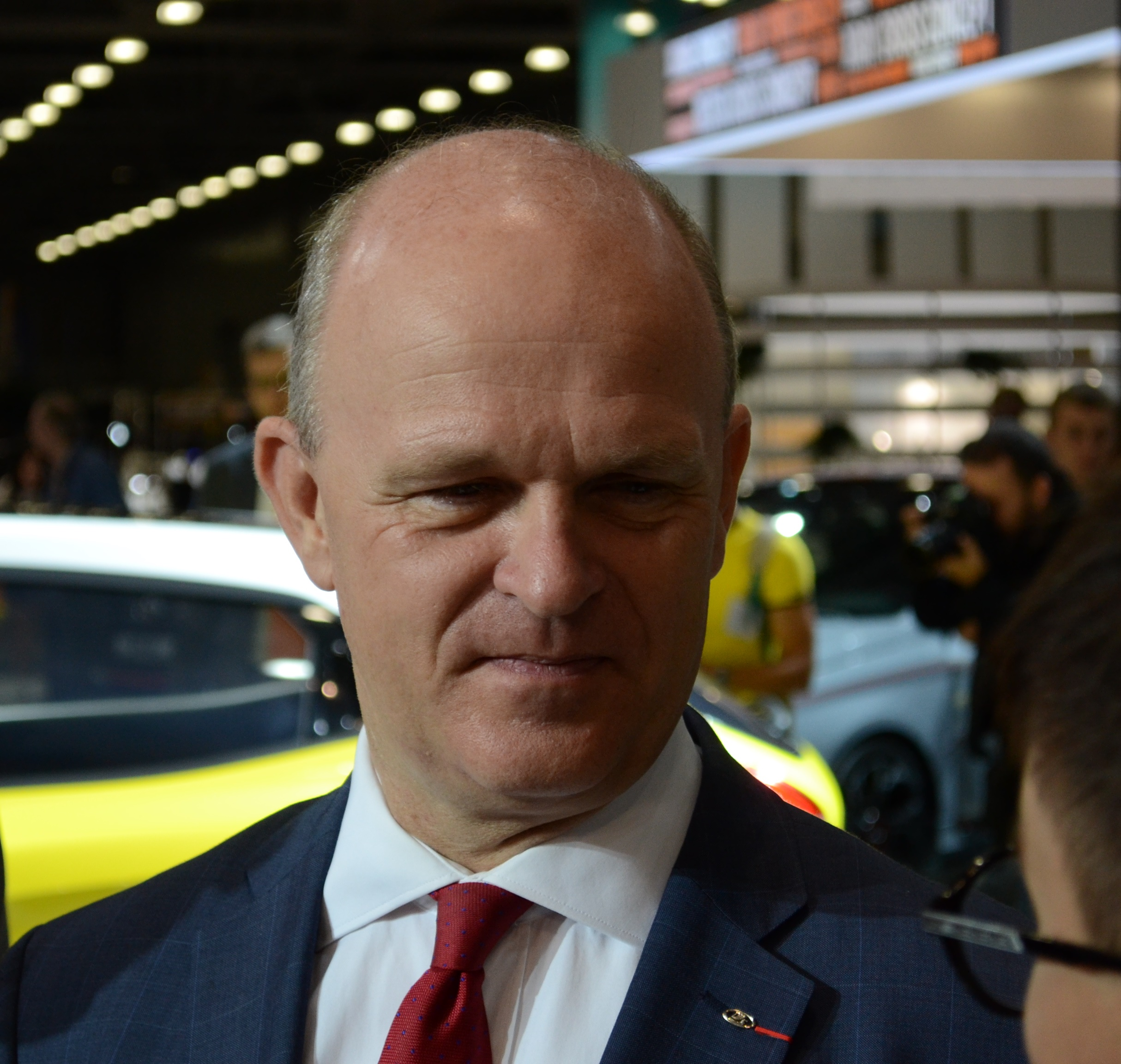
Nicolas Maure

Nicolas Maure (* 22. April 1960 in Orléans) ist ein französischer Ingenieur und Manager und seit 2016 CEO der AwtoWAS-Fahrzeugmarke Lada.

## Leben
Maure studierte zunächst an der École Centrale Paris (ECP) und absolvierte danach ein MBA-Studium an der Institut Europeen d’Administration des Affaires (INSEAD).

## Wirken
Er begann bei Valeo und Faurecia und wechselte 2000 als Einkaufsleiter der Division Parts and Accessories zu Renault. Im März 2003 wurde er dann Direktor des Renault Quality Plans und im September 2004 Generalmanager der Société de Transmissions Automatiques. Von September 2006 bis August 2008 war Maure Direktor der Uzina Mecanică Dacia in Rumänien. Anschließend wurde er Vice President of Powertrain bei Renault-Nissan Purchasing Organization und im März 2013 zum VP der Groupe Renault Manufacturing Performance ernannt. Im Januar 2014 wurde er zum Managing Director der Groupe Renault Romania und CEO von Automobile Dacia ernannt.
Im April 2016 folgte er Bo Andersson als Präsident und CEO von AwtoWAS. Im Februar 2018 berichtete die Nachrichtenagentur Reuters, basierend auf Informationen der LADA-Anteilseigner, über Maures mögliche Ablösung.